# Ectoedemia piperella
Ectoedemia piperella là một loài bướm đêm thuộc họ Nepticulidae. Nó được miêu tả bởi Wilkinson và Newton năm 1981. Nó được tìm thấy ở Arkansas.
Sải cánh dài 6.4-8.2 mm